# Hubert Van de Weerd
Professeur Dr Hubert Karel Jozef Van de Weerd, né le 5 novembre 1878 à Elen et décédé le 30 mai 1951  à Bruxelles est un homme politique belge, membre du parti catholique.

## Biographie
Van de Weerd fut docteur en philologie classique (KUL, 1901); enseignant de Latin et Grec; professeur d'histoire de l'Antiquité romaine, des institutions grecques et romaines, de l'épigraphie latine et de l'histoire de l'Art classique à l'université de Gand (1929-1948). Membre de l'Académie Royale flamande des Sciences, des Beaux-Arts et Lettres (1939).
Il fut élu sénateur provincial de la province de Flandre-Orientale (1932-36).

## Œuvres
- Etude critique sur trois légions romaines du Bas-Danube (V Macedonia, XI Claudia, I Italica), suivi d'un aperçu sur l'armée romaine de la province de Mésie inférieure sous le Haut-Empire, Louvain, 1907.
- De Civitas Tungrorum, Thèses de la KVHU, nr. 176-177, 1914.
- Het Parthenon en Pheidias, Thèses de la KVHU, nr. 259, 1928.
- Inleiding tot de Gallo-Romeinsche archeologie der Nederlanden, Anvers, 1944.

## Généalogie
- Il fut le fils de
- Il se maria en 1909 et eut 10 enfants.

## Sources
- Bio sur ODIS
- Nécrologie sur Persée
- Notice bio par P.Lambrechts